# 甲基腺嘌呤
甲基腺嘌呤（mA）是腺嘌呤的氢被甲基取代的产物，分子式C6H7N5，可以指：
- 1-甲基腺嘌呤（法语：1-Méthyladénine），CAS号：5142-22-3
- 2-甲基腺嘌呤（法语：2-Méthyladénine），CAS号：1445-08-5
- 3-甲基腺嘌呤，CAS号：5142-23-4
- 6-甲基腺嘌呤，CAS号：443-72-1